# Žabare (Topola)
Pour les articles homonymes, voir Žabare.
Žabare (en serbe cyrillique : Жабаре) est un village de Serbie situé dans la municipalité de Topola, district de Šumadija. Au recensement de 2011, il comptait 848 habitants.
Žabare est situé sur les bords de la rivière Jasenica.

## Démographie

### Évolution historique de la population
| 1948  | 1953  | 1961  | 1971  | 1981  | 1991  | 2002  | 2011 |
| ----- | ----- | ----- | ----- | ----- | ----- | ----- | ---- |
| 1 650 | 1 648 | 1 560 | 1 512 | 1 487 | 1 180 | 1 016 | 848  |

|  |